# Radioåret 1993

## Händelser

### Januari
- 17 januari - Sveriges Radios P4 startar nationella sändningar över Sverige, efter att enbart varit lokalradio sedan 1987.

### September
- 22 september - Premiär i Sverige för kommersiell radio.

### Oktober
- 1 oktober - Reklamradiostationen NRJ inleder sändningar i Sverige.
- 15 oktober - I Sverige byter MTG sända reklamradiostationen Z-Radio i Stockholm på frekvensen 101,9 MHz.
- Oktober-november - I Sverige startar reklamradiostationen "Bandit 105,5", och sänder engelskspråkig radio med inriktning på punk och annan tyngre rock.

## Radioprogram

### Sveriges Radio
- 1 december - Årets julkalender är Grod jul på Näsbrännan.[1]

## Avlidna
- 15 mars – Lennart Hyland, 73, svensk radio- och TV-programledare.

### Fotnoter
1. ↑  ”1993, Grod jul på näsbrännan”. Sveriges Radio. http://sverigesradio.se/barn/julkalendrar/1993.stm. Läst 31 augusti 2015.